# Nieuw-Zeelandse kampioenschappen schaatsen allround
De Nieuw-Zeelandse allroundkampioenschappen schaatsen werden tot nu toe nog slechts eenmaal gehouden in 1963.

## Mannen
| Seizoen | Plaats    | Datum         | Goud ·          | Zilver ·     | Brons ·         |
| ------- | --------- | ------------- | --------------- | ------------ | --------------- |
| 1963    | Alexandra | 11/12-07-1963 | Ian B. McDonald | David Lyttle | Jan H. Havenaar |

## Vrouwen
| Seizoen | Plaats    | Datum         | Goud ·         | Zilver ·        | Brons · |
| ------- | --------- | ------------- | -------------- | --------------- | ------- |
| 1963    | Alexandra | 11/12-07-1963 | Jeanette Bayne | Pamela Hewinson | G. Bell |

 Argentinië · 
 België · 
 Bohemen · 
 Canada · 
 China · 
 DDR · 
 Duitsland (mannen) - (vrouwen) · 
 Estland · 
 Finland · 
 Frankrijk · 
 Hongarije · 
 IJsland · 
 Italië · 
 Japan · 
 Kazachstan · 
 Mongolië · 
 Nederland (mannen) - (vrouwen) · 
 Nieuw-Zeeland ·
 Noorwegen (mannen) - (vrouwen) · 
 Oekraïne · 
 Oostenrijk · 
 Polen · 
 Roemenië · 
 Rusland · 
 Tsjechië · 
 Verenigde Staten · 
 Wit-Rusland · 
 Zuid-Korea · 
 Zweden · 
 Zwitserland